# Szamoai labdarúgó-bajnokság (első osztály)
A Samoa National League a szamoai labdarúgó-bajnokság elnevezése. 1979-ben alapították és 12 csapat részvételével zajlik. A bajnok az OFC-bajnokok Ligájában indulhat.

## A 2014–15-ös bajnokság résztvevői
- Adidas Soccer Club
- BSL Vaitele Uta
- Central United
- Kiwi
- Leauvaa
- Lupe ole Soaga (Magiagi)
- Mouala United
- One Way Wind
- Vaimoso
- Vaipuna
- Vaitoloa
- Vaivase-tai

## Az eddigi bajnokok
| Szezon  | Győztes                   |
| ------- | ------------------------- |
| 1979    | Vaivase-tai               |
| 1980    | Vaivase-tai               |
| 1981    | Vaivase-tai, SCOPA        |
| 1982    | Alafua                    |
| 1983    | Vaivase-tai               |
| 1984    | Kiwi FC                   |
| 1985    | Kiwi FC                   |
| 1986–96 | Ismeretlen                |
| 1997    | Kiwi FC                   |
| 1998    | Vaivase-tai               |
| 1999    | Moata'a                   |
| 2000    | Titavi                    |
| 2001    | Goldstar Sogi             |
| 2002    | Strickland Brothers Lepea |
| 2003    | Strickland Brothers Lepea |
| 2004    | Strickland Brothers Lepea |
| 2005    | Strickland Brothers Lepea |
| 2006    | Vaivase-tai               |
| 2007    | Cruz Azul                 |
| 2008    | Sinamoga                  |
| 2009–10 | Mouala United             |
| 2010–11 | Kiwi FC                   |
| 2011–12 | Kiwi FC                   |
| 2012–13 | Lupe ole Soaga            |
| 2013–14 | Kiwi FC                   |
| 2014–15 | Lupe ole Soaga            |

## Bajnoki címek eloszlása
| Klub                      | Bajnoki címek | Bajnoki évek                                |
| ------------------------- | ------------- | ------------------------------------------- |
| Kiwi                      | 6             | 1984, 1985, 1997, 2010–11, 2011–12, 2013–14 |
| Vaivase-tai               | 5             | 1979, 1980, 1981, 1983, 2006                |
| Strickland Brothers Lepea | 4             | 2002, 2003, 2004, 2005                      |
| Lupe ole Soaga            | 2             | 2012–13, 2014–15                            |
| Alafua                    | 1             | 1982                                        |
| Moata'a                   | 1             | 1999                                        |
| Titavi                    | 1             | 2000                                        |
| Goldstar Sogi             | 1             | 2001                                        |
| Cruz Azul                 | 1             | 2007                                        |
| Sinamoga                  | 1             | 2008                                        |
| Mouala United             | 1             | 2009–10                                     |

## Külső hivatkozások
- Információk az RSSSF honlapján
- Információk Archiválva 2016. április 4-i dátummal az Archive.is-en a FIFA honlapján